# Municipio de Lakefield (condado de Luce)
El municipio de Lakefield (en inglés: Lakefield Township) es un municipio ubicado en el condado de Luce en el estado estadounidense de Míchigan. En el año 2010 tenía una población de 1061 habitantes y una densidad poblacional de 5,69 personas por km².

## Geografía
El municipio de Lakefield se encuentra ubicado en las coordenadas 46°16′33″N 85°44′21″O / 46.27583, -85.73917. Según la Oficina del Censo de los Estados Unidos, el municipio tiene una superficie total de 186.36 km², de la cual 163,63 km² corresponden a tierra firme y (12,2 %) 22,73 km² es agua.

## Demografía
Según el censo de 2010, había 1061 personas residiendo en el municipio de Lakefield. La densidad de población era de 5,69 hab./km². De los 1061 habitantes, el municipio de Lakefield estaba compuesto por el 96,14 % blancos, el 0,38 % eran afroamericanos, el 1,6 % eran amerindios, el 0,38 % eran asiáticos, el 0,09 % eran de otras razas y el 1,41 % eran de una mezcla de razas. Del total de la población el 0,57 % eran hispanos o latinos de cualquier raza.